# Mexcala torquata
Mexcala torquata är en spindelart som beskrevs av Wesolowska 2009. Mexcala torquata ingår i släktet Mexcala och familjen hoppspindlar. Inga underarter finns listade i Catalogue of Life.